# 10 juillet dans les chemins de fer
10 juin 10 août
Chronologies thématiques
- Croisades
- Sports
- Disney

Cette page concerne les événements qui se sont déroulés un 10 juillet dans les chemins de fer.

## Événements

### XIXesiècle
- 1850. France : ouverture au trafic voyageur de la ligne de Metz à Nancy, sans inauguration officielle[1].

### XXesiècle
- 1904. France : prolongement jusqu'à Mers-les-Bains du Tramway d'Eu-Le Tréport-Mers.
- 1911. États-Unis : six ouvriers travaillant sur le viaduc de Salisbury de la compagnie Western Maryland Railway sont tués dans un accident.
- 1918. États-Unis : la compagnie Denver and Interurban Railroad dans le Colorado cesse l'exploitation de son réseau; le trafic de voyageurs est remplacé par des bus.

## Décès
- 1905. France : Georges Nagelmackers, fondateur de la Compagnie des wagons-lits et des trains de luxe en Europe.